# 1946 au Maroc
Chronologie du Maroc
- 1942
- 1943
- 1944
- 1945
- 1946
- 1947
- 1948
- 1949
- 1950

Cet article présente les faits marquants de l'année 1946 au Maroc ou relatifs au Maroc.

## Événements
- Le régime franquiste commet une violation du traité hispano-marocain en soustrayant les territoires sahariens à la responsabilité du khalifa du sultan à Tétouan et en les annexant directement comme "provinces d'outre-mer" sous le nom d'Afrique occidentale espagnole.
- Manifestations au Maroc espagnol avant le voyage du sultan à Tanger[1].
- Mars 1946 : le résident général Eirik Labonne, résident général, engage une politique réformatrice destinée à sauver le protectorat français[2].
- Le Fath Union Sports (FUS, arabe : إتحاد الفتح الرياضي), est un club sportif omnisports fondé le 10 avril 1946 et basé à Rabat. En football, il dispute ses premières compétitions officielles à partir de l'année 1946 au sein de la Ligue du Maroc de Football Association (LMFA), où le club atteint rapidement sa place parmi l'élite depuis la saison 1950/51.
- Le Maghreb Association Sportive (en arabe : الجمعية المغربية الرياضية , plus couramment abrégé en MAS, est un club sportif marocain omnisports fondé le 16 octobre 1946 à l'ancienne médina de Fès en Empire chérifien pendant le protectorat français.